# Momodou Y. M. Sallah
Momodou Y. M. Sallah (* 24. Mai 1952) ist Politiker des westafrikanischen Staates Gambia.

## Leben
Vom Präsidenten Jammeh wurde Sallah im November 2002 als Minister für Handel, Industrie und Arbeit (Secretary of State for Trade, Industry and Employment) berufen. Am 20. Oktober 2003 wechselte er das Ressort und wurde Minister für Tourismus und Kultur (Secretary of State for Tourism and Culture). Er blieb in diesem Amt bis zum 15. September 2004 und gab das Ressort an Susan Waffa-Ogoo zurück, das sie schon bis 2000 innehatte.